# Gilberto Idonea
Gilberto Idonea (Catania, 1946. június 18. – Catania, 2018. október 5.) olasz színész.

## Filmjei
- Il delitto Notarbartolo (1979, tv-film)
- Turi e i Paladini (1979)
- La piovra 8 - Lo scandalo (1997, tv-film)
- A nő a vonatról (La donna del treno) (1999, tv-film)
- Maléna (Malèna) (2000)
- Polip (La piovra 10) (2001, tv-film)
- Il morso del serpentev (2001, tv-film)
- Született unottak (Nati stanchi) (2002)
- L'inganno (2003, tv-film)
- Don Matteo (2004, tv-sorozat, egy epizódban)
- A szerelem következményei (Le conseguenze dell'amore) (2004)
- Scripta volant (2004, tv-sorozat, egy epizódban)
- Védelmi jog (Diritto di difesa) (2004, tv-sorozat, nyolc epizódban)
- Un amore possibile (2004, rövidfilm)
- A második nászéjszaka (La seconda notte di nozze) (2005)
- A Grande Torino (2005, tv-film)
- Montalbano felügyelő (Il commissario Montalbano) (2006, tv-sorozat, egy epizódban)
- Sono tornato al nord (2006)
- Crimini (2006, tv-sorozat, egy epizódban)
- Chiamami Salomè (2006)
- Kerítő nővérek (La cena per farli conoscere) (2007)
- Tengeri őrjárat (Gente di mare) (2007, tv-sorozat, két epizódban)
- Buonanotte fiorellino (2007, rövidfilm)
- L'arbitro (2009, rövidfilm)
- La scomparsa di Patò (2010)